# Skålsjön (Högs socken, Hälsingland)
Skålsjön är en sjö i Hudiksvalls kommun i Hälsingland och ingår i Delångersåns huvudavrinningsområde. Sjön har en area på 0,173 kvadratkilometer och ligger 175,2 meter över havet. Sjön avvattnas av vattendraget Finnbergsån.

## Delavrinningsområde
Skålsjön ingår i det delavrinningsområde (685906-155835) som SMHI kallar för Utloppet av Finnsjön. Medelhöjden är 215 meter över havet och ytan är 7,96 kvadratkilometer. Det finns inga avrinningsområden uppströms utan avrinningsområdet är högsta punkten. Finnbergsån som avvattnar avrinningsområdet har biflödesordning 2, vilket innebär att vattnet flödar genom totalt 2 vattendrag innan det når havet efter 70 kilometer. Avrinningsområdet består mestadels av skog (89 procent). Avrinningsområdet har 0,59 kvadratkilometer vattenytor vilket ger det en sjöprocent på 7,5 procent.